# Ron Thompson

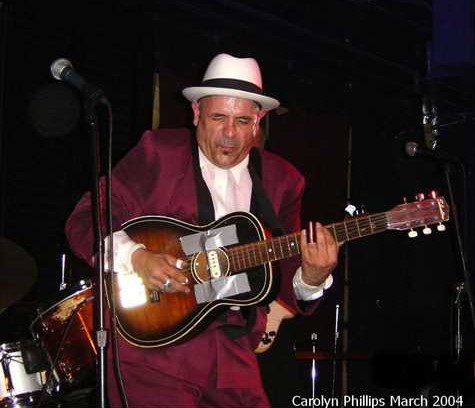

Ron Thompson (* 5. Juli 1953 in Oakland; † 15. Februar 2020 in Hayward) war ein US-amerikanischer Gitarrist, Sänger und Songwriter.

## Leben
Thompson wurde in Oakland, Kalifornien, geboren. Als Teenager beherrschte er die Grundtechniken der Gitarre und Slide-Gitarre. In den frühen 1970er Jahren spielte Thompson als Begleitmusiker für Little Joe Blue und arbeitete solo und als Sideman in Clubs in der San Francisco Bay Area. 1975 trat er in der Begleitband von John Lee Hooker bei und blieb drei Jahre bei ihm. 1980 gründete Thompson seine eigene Gruppe, „Ron Thompson And The Resistors“, und sicherte sich einen Plattenvertrag mit Takoma Records. Er spielte 1978, 1979 und 1983 beim San Francisco Blues Festival.
Thompsons zweites Album „Resister Twister“ erschien 1987 und wurde für einen Grammy Award nominiert. Und einige Titel seines 1990er Albums „Just Like a Devil“ erschienen in Mark Naftalins Radiosendung „Blue Monday Party“.
Sein 2007er Album, „Resonator“, war eine rein akustische Produktion.